# Плахута Ігор Вікторович
Ігор Вікторович Плахута — український військовослужбовець, генерал-майор Збройних сил України. Командувач Сил територіальної оборони ЗСУ (від 2024). Керував внутрішніми військами МВС під час розгону Євромайдану.

## Життєпис
2000 року вступив на оперативно-тактичний факультет національної академії оборони україни, 2009 року закінчив оперативно-стратегічний факультет національного університету оборони України.
У 2004—2008 роках служив командиром Окремої президентської бригади.
У 2008—2012 роках він очолював 169-й навчальний центр «Десна». А згодом у 2012 році— начальник управління Південного територіального командування Внутрішніх військ МВС України.
У 2013—2014 роках в часи Євромайдану працював у системі МВС та керував силами Внутрішніх військ, які розганяли протестувальників.
Після Революції Гідності він вийшов на пенсію та обійняв посаду заступника ректора Інституту УДО.

### Російське вторгнення (з 2022)
11 лютого 2024 року Президент України Володимир Зеленський призначив Ігоря Плахуту командувачем Сил територіальної оборони ЗСУ. На цій посаді він змінив Анатолія Баргилевича, який став начальником Генерального Штабу ЗСУ. Це призначення викликало неоднозначну реакцію через участь Плахути в розгоні Євромайдану, однак учасник Революції та військовик Максим Громов заявив, що він має гарну репутацію серед військових і є «людиною діла».

## Військові звання

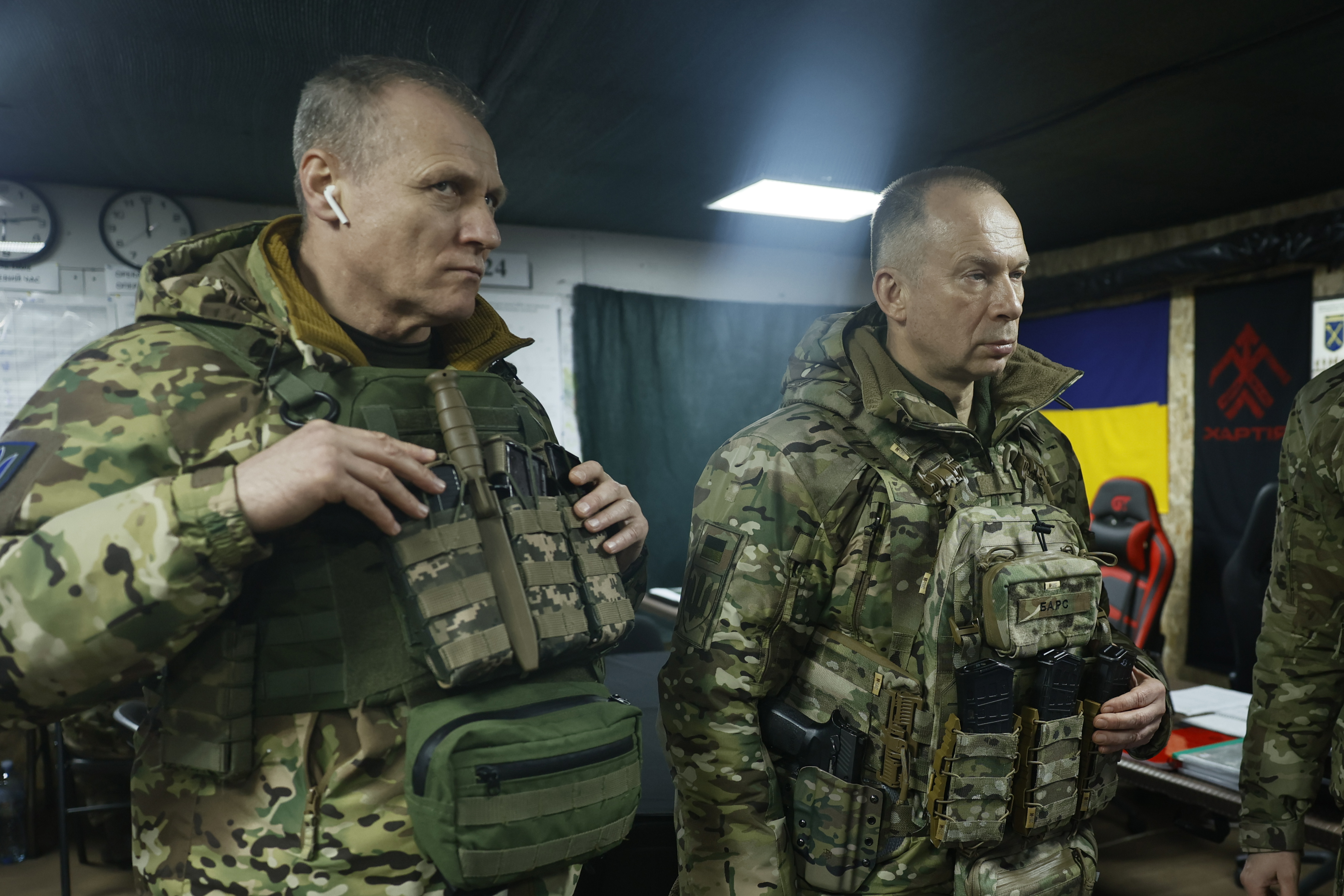
Сирський Олександр Станіславович та Плахута Ігор Вікторович

- генерал-майор (1 грудня 2009);[8]
- полковник.[8]

## Нагороди
- орден Данила Галицького (4 грудня 2006) — за вагомий особистий внесок у зміцнення обороноздатності і безпеки України, зразкове виконання військового обов'язку та з нагоди 15-ї річниці Збройних Сил України;[9]
- медаль «За військову службу Україні» (31 липня 1998) — за зразкове виконання військового обов'язку, досягнення високих показників у бойовій і професійній підготовці.[10]